# Giulio Cesare Bregoli
Giulio Cesare Bregoli, född 11 september 1974, är en italiensk volleybolltränare. Han är sedan 2025 förbundskapten för Tysklands damlandslag i volleyboll. Han är även tränare för Chieri '76 Volleyball.
Han började arbeta som statistiker för klubbar som Olimpia Teodora, Life Volley Milano och  Chieri Torino Volley Club. Han fortsatte därefter som biträdande tränare för Verona Volley, Volley Bergamo och River Volley. Sedan 2013 har han varit huvudtränare för först AS Saint-Raphaël Var Volley-Ball (2013-2019) och sedan Chieri '76 Volleyball (2019-). Med lagen har han blivit både fransk och italiensk mästare samt vunnit CEV Challenge Cup och WEVZA Cup. Han var även biträdande förbundskapten för Italiens damlandslag 2017-2022. Under 2024 var förbundskapten för Sveriges damlandslag i volleyboll.